# 튀른하우트

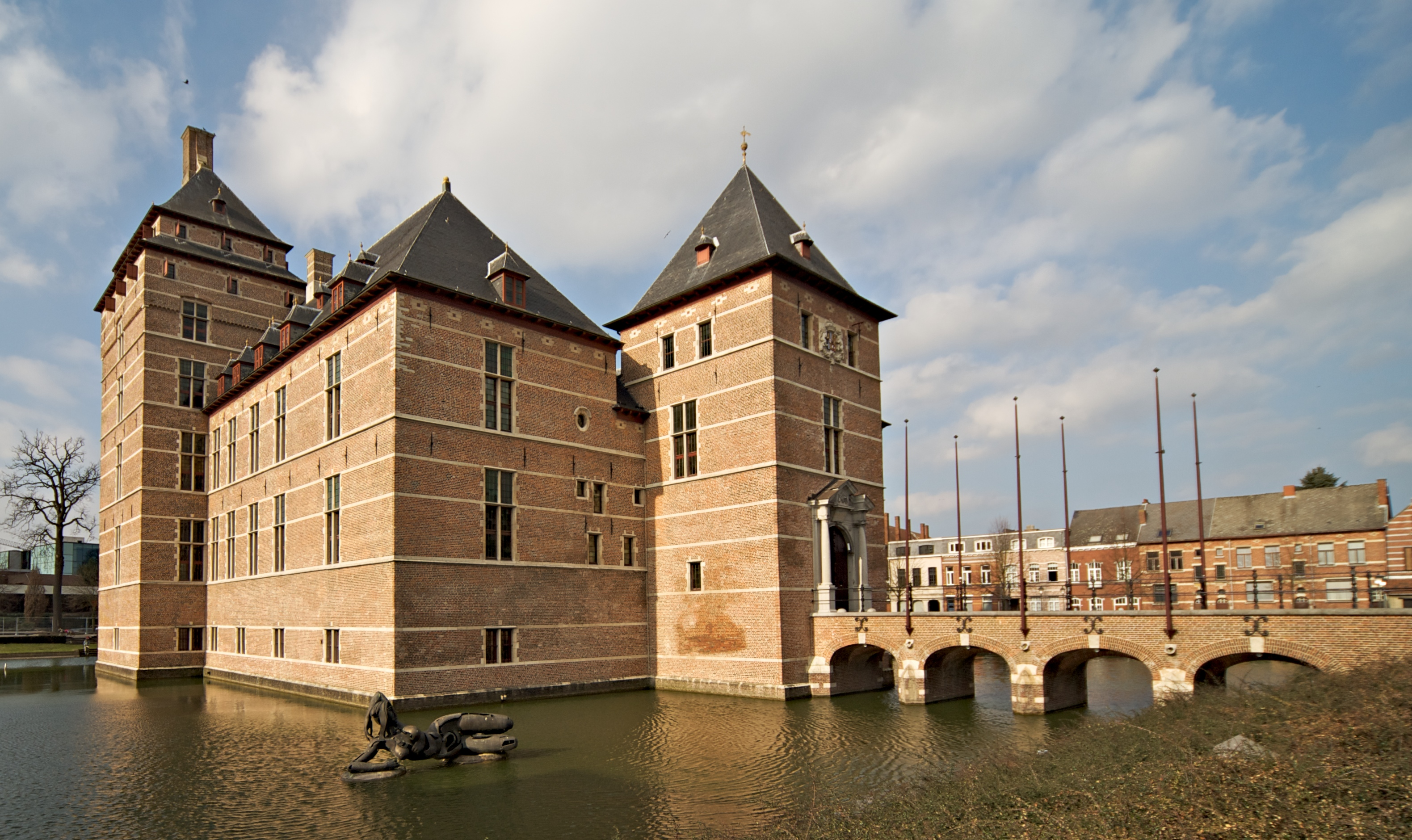
튀른하우트의 브라반트 공(公) 요새

튀른하우트(네덜란드어: Turnhout)는 벨기에 플란데런 지역 안트베르펜주에 위치한 도시로 면적은 56.06km2, 인구는 41,572명(2013년 1월 1일 기준), 인구 밀도는 740명/km2이다.

시기
시 문장